# ハインリヒ・フロインドリーブ

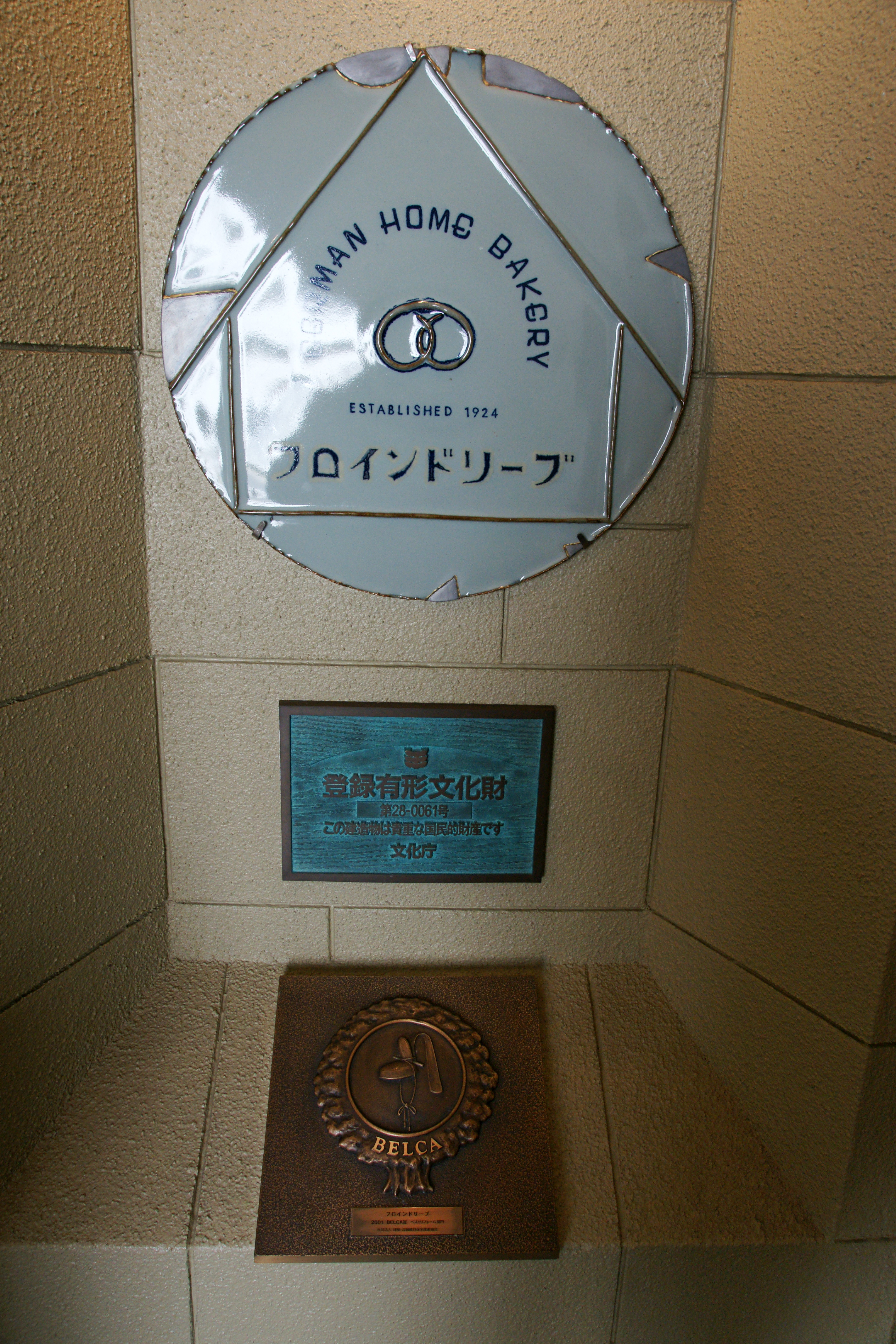
現在の「フロインドリーブ」本店の看板。建物（旧神戸ユニオン教会）は登録有形文化財となっている。

ハインリヒ・フロインドリーブ（独: Heinrich Freundlieb、1884年 - 1955年）は、日本で活動したドイツ出身のパン職人。ドイツ語での発音に忠実な日本語表記はフロイントリープであるが、通常フロインドリーブと表記されている。
第一次世界大戦中に捕虜として連行された日本に留まり、敷島製パン初代技師長を経て兵庫県神戸市に有限会社ジャーマンホームベーカリー（フロインドリーブ）の前身となるパン屋を開店した。NHK朝の連続テレビ小説『風見鶏』のモデルとして知られる。

## 生涯

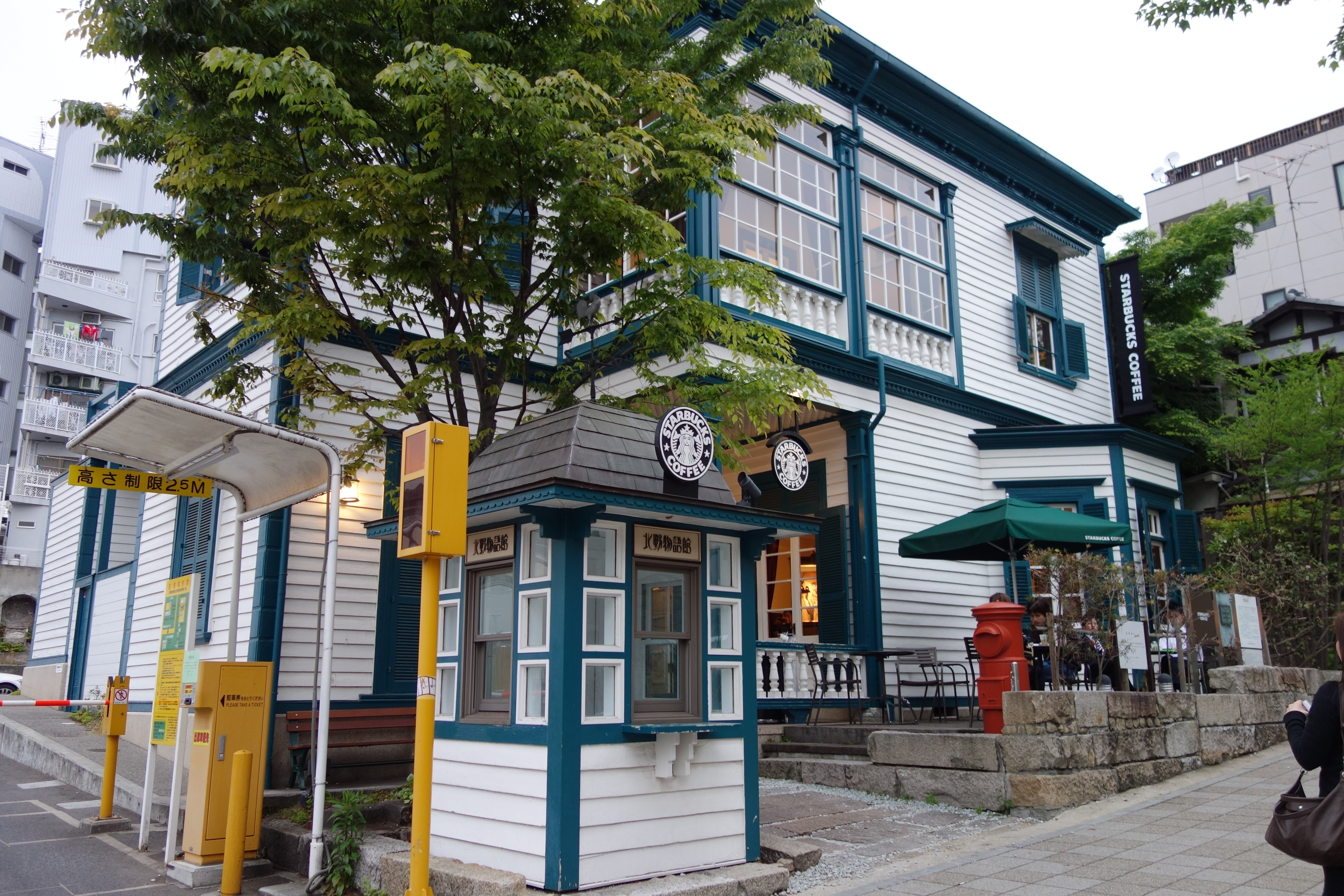
かつての私邸は歴史資料館（北野物語館）として開放されている（1Fにはスターバックス・コーヒーが入居）。

1884年、ドイツのテューリンゲン州に生まれる。1898年に見習いとしてパン屋で働くようになり、1902年から10年間ドイツ海軍に入隊し、軽巡洋艦エムデンでパン製造に従事した。退役後1912年に青島でパン屋を開店。1914年に第一次世界大戦が始まると徴兵され海軍に復帰したが日本軍の俘虜（捕虜）となり、名古屋市の俘虜収容所へ移送された。
1919年に解放された後も日本に留まり、敷島製パン初代技師長に就任し日本人と結婚した。1921年に同社を退職後、大阪市のなだ万での勤務を経て1924年に神戸市中山手通1丁目でパン屋を開店する。事業を拡大させ1940年頃には神戸市内にパン屋、洋菓子店、レストランなどおよそ10の店舗を展開させるに至ったが、第二次世界大戦期の空襲（神戸大空襲）により店舗を失った。
終戦後、復員した元従業員の協力を得て1948年にパン・洋菓子の製造を再開。ドイツで修行を経て帰国した長男ハインリヒ・フロインドリーブ2世が1955年に有限会社ジャーマンホームベーカリー（フロインドリーブ）を設立するとその相談役に就任した。同年没。墓は神戸市立外国人墓地にある。
死後の1977年に放映され異人館ブームをもたらした連続テレビ小説『風見鶏』は、フロインドリーブがモデルとなっている。